# Villa Medici
Villa Medici je manýristická vila s rozsáhlou zahradou v italském hlavním městě Římě. Postavena byla roku 1544, a to velkovévodou toskánským Ferdinandem I. Medicejským. Vila se stala první mezi medicejskými nemovitostmi v Římě a měla dát konkrétní výraz nadvládě Medicejských mezi italskými knížaty. Architektem stavby byl Annibale Lippi, stavbu dokončoval a upravil Bartolomeo Ammannati. Medicejští ve vile shromáždili unikátní sbírku soch, které později vytvořily jádro sbírky starožitností v Galerii Uffizi. Století a půl byla vila sídlem velkovévodského vyslanectví při Svatém stolci. Když v roce 1737 vymřela mužská linie Medicejských, vila přešla do vlastnictví rodu Lotrinských, později se stala majetkem Etrurského království. Během napoleonských válek Napoleon Bonaparte toto království začlenil do francouzského státu, čímž Francie získala i vilu. Roku 1941 vilu zkonfiskoval fašistický diktátor Benito Mussolini, ale po druhé světové válce, v roce 1945, byla vrácena Francii. Francouzský stát je tak vlastníkem budovy dodnes. Od roku 1803 v ní sídlí Francouzská akademie v Římě. Až do roku 1968 v ní byli ubytováváni stipendisté Římské ceny, rezidenční pobyty umělců se tam konají i nadále. Polský výtvarný umělec Balthus se během jednoho z takových pobytů podílel na moderní výzdobě vily. Ve starověku bylo místo součástí Lucullových zahrad, císařovna Messalina zde byla zavražděna. Hudební evokace místních zahradních fontán je ke slyšení ve skladbě Římské fontány Ottorina Respighiho.